# ألان هينريكي كوستا
ألان هينريكي كوستا (19 يونيو 1991 ببيلو هوريزونتي في البرازيل - ) هو لاعب كرة قدم برازيلي في مركز الدفاع.

## روابط خارجية
- ألان هينريكي كوستا على موقع قاعدة بيانات كرة القدم.إي يو (الإنجليزية)
- ألان هينريكي كوستا على موقع Soccerway.com (الإنجليزية)
- ألان هينريكي كوستا على موقع AS.com (الإسبانية)